# Kleines Rad
Das Kleine Rad (polnisch Tępy Szczyt) ist ein Berg auf dem östlichen Teil des Riesengebirgs-Hauptkamms.

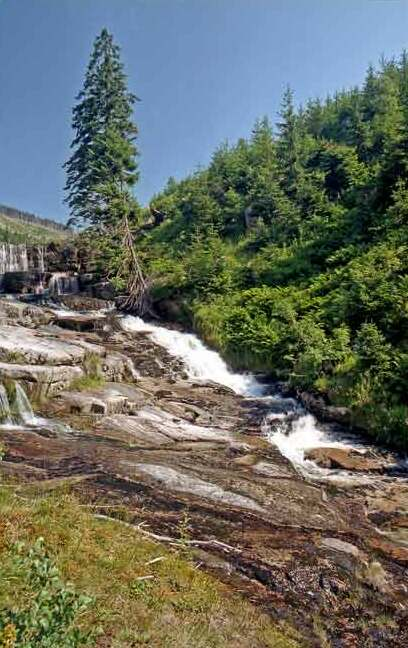
Der reißende Teufelsbach

## Lage und Merkmale
Gipfel und Nordhänge liegen auf dem Gebiet des polnischen Nationalparks Karkonoski Park Narodowy (KPN), nahe der tschechisch-polnischen Grenze, 5 km nordnordöstlich von Spindlermühle (tschech. Špindlerův Mlýn, poln. Szpindlerowy Młyn) und 7 km westsüdwestlich von Karpacz (Krummhübel).
Der Lawinenhang an der Südseite fällt steil zum Teufelsgrund (tschech. Čertův důl) hin ab und gehört zum tschechischen Nationalpark Krkonošský národní park (KRNAP). Hier stürzt der Teufelsbach (tschech. Čertova struha) ins Tal der Bílé Labe (Weißwasser).
Unterhalb des waldlosen Gipfels führt der Weg der polnisch-tschechischen Freundschaft (Kammweg) vorbei und verbindet das Kleine Rad mit seinen Nachbarn, dem Smogornia im Osten und der Kleinen Sturmhaube im Westen.
In beiden Naturschutzgebieten gelten strenge Bestimmungen, die das Verlassen der Wanderwege, das Pflücken und Ausgraben von Pflanzen sowie jede Störung der Wildtiere unter Strafe stellen.

### Nahegelegene Gipfel
| Sucha Góra        | Ptasiak     |            |
| Kleine Sturmhaube | Kompass     | Smogornia  |
| Železný vrch      | Kozí hřbety | Luční hora |